# Fiscal General d'Ucraïna
El Fiscal General d'Ucraïna ucraïnès: Генеральний прокурор України Heneralni prokuror Ukraïini, encapçala el sistema d'enjudiciament oficial als tribunals conegut com l'Oficina del Fiscal General (en ucraïnès: Офіс Генералорапраїни). El fiscal general és nomenat i destituït pel president amb el consentiment de la Rada Suprema (parlament ucraïnès). El fiscal exerceix un mandat de sis anys i es pot veure obligat a dimitir per un vot de censura al parlament.
L'Oficina del Fiscal General data de 1917, establerta pels governs ucraïnesos incipients després de l'enfonsament de l'Imperi Rus, quan el ministre de Justícia ocupava el càrrec de fiscal general. El 1922, es va reorganitzar sota la llei socialista després que la República Socialista Soviètica d'Ucraïna es convertís en membre fundador de la Unió Soviètica. Amb l'adopció de la Constitució de la Unió Soviètica de 1936, l'oficina es va subordinar directament a la Fiscalia General de la Unió Soviètica; això va reduir l'estatus de l'oficina, amb el fiscal nomenat pel fiscal general soviètic i no tenia cap càrrec governamental a l'RSS d'Ucraïna. Després de la dissolució de la Unió Soviètica el 1991, la Fiscalia General d'Ucraïna es va convertir en una agència independent. L'oficina està directament proscrita a la Constitució d'Ucraïna de 1996.